# Ophiophragmus lonchophorus
Ophiophragmus lonchophorus är en ormstjärneart som beskrevs av Rudolf Christian Ziesenhenne 1940. Ophiophragmus lonchophorus ingår i släktet Ophiophragmus och familjen trådormstjärnor. Inga underarter finns listade i Catalogue of Life.